# Сурепка пряморогая
Суре́пка пряморо́гая (лат. Barbárea orthocéras) — двулетнее травянистое растение, вид рода Сурепка семейства Капустные. Распространена в азиатской части России, Монголии, Северном и Восточном Китае, Корее, Японии и Северной Америке.
Стебель прямой, голый и маловетвистый, высотой от 10 до 100 см.
Листья при основании с охватывающими стебель ушками, нижние на черешках, остальные сидячие, нижние и средние лировидные, с большой, овальной или округлой, при основании сердцевидной, округлённой или клиновидной, по краю выемчато-городчатой конечной долей и (1)2—3(5) парами маленьких, продолговатых или овальных боковых долек; верхние листья иногда цельные, овальные, выемчато-крупнозубчатые.
Соцветие — довольно густая кисть (редко малоцветковая). Чашелистики 2,5—3,5 × 1—1,5 мм; лепестки 3—6 × 1,5—2 мм, жёлтые, иногда беловатые; цветоножки при плодах 4—6,5 мм длиной; стручки 30—50 мм длиной, прямостоячие, к концу цветения отклоняющиеся от стебля, прямые; семена бурые, яйцевидные или продолговатые, 1,2—1,5 × 0,9—1 мм.
Число хромосом 2n=16.
Сурепка прямая произрастает во влажных лесах, на берегах рек и озёр, на равнинах и в лесном поясе гор.